# Szesnasty
Szesnasty, właściwie Łukasz Jakubowski (ur. 1993 w Ciemnym) – polski raper.
W 2017 roku ukończył studia z zakresu biotechnologii na Wydziale Budownictwa i Inżynierii Środowiska Politechniki Białostockiej.
Łukasz Jakubowski, kojarzony jest z występów w zespole hip-hopowym TSN. Prowadzi solową działalność artystyczną.
Szesnasty współpracował m.in. z takimi wykonawcami jak: Quebonafide, Białas, Filipek czy Eripe.

## Kariera muzyczna
Interesował się hip-hopem od dzieciństwa. Zaczął rapować w wieku 12 lat. Jako uczeń liceum założył wraz z Adrianem Małyszko (Rejper) i Marcinem Kotukiem (Kot) zespół Teorie Spraw Najprostszych, znany też jako TSN. Grupa zadebiutowała utworem opublikowanym w serwisie YouTube w kwietniu 2012 roku. Jako członek TSN współpracował ze składem pochodzącym z Suchowoli – Flaszki i Szlugi. Po wydaniu, wraz z zespołem, debiutanckiej płyty, Łukasz Jakubowski rozpoczął karierę solową. Wydał dotąd dwa albumy.
Od 2015 roku jest członkiem wytwórni QueQuality, prowadzonej przez rapera Quebonafide. Szesnasty zadebiutował utworem „Stolik numer 21”, zapowiadającym jego pierwszą płytę: „Tego Pan Nie Poskłada”. W tym samym roku portal Interia umieścił go w zestawieniu pt. „Odkrycia w polskim rapie 2015”. 7 czerwca 2016 ukazał się album kompilacyjny wytwórni QueQuality Hip-hop 2.0, w którym Szesnasty gościnnie wziął udział nagrywając z Quebonafide utwór pt. „Enigma room”, debiutując na 3. miejscu listy OLiS. Miesiąc później ukazała się jego druga płyta z zapowiadającej się trylogii pt. „Pan Tu Nie Stał”.
Jak przyznał w jednym z wywiadów, wymyślił pseudonim na potrzeby zespołu. Liczba szesnaście kojarzy się z gatunkiem hip-hop – zwrotka rapowa ma szesnaście wersów. Poza tym pierwsze maszyny do tworzenia bitów miały szesnaście klawiszy.

## Dyskografia
Albumy
| Rok  | Album                                                                  |
| ---- | ---------------------------------------------------------------------- |
| 2015 | Tego pan nie poskłada - Data: 1 czerwca 2015 - Wydawca: QueQuality     |
| 2016 | Pan tu nie stał - Data: 4 czerwca 2016 - Wydawca: QueQuality           |
| 2019 | Pan poczeka - Data: 27 września 2019 (planowana) - Wydawca: QueQuality |

Single
| Rok  | Tytuł                           | Album           |
| ---- | ------------------------------- | --------------- |
| 2016 | „Pan tu nie stał”               | Pan tu nie stał |
| 2016 | „Limit słów” (gościnnie: Eripe) | Pan tu nie stał |
| 2016 | „Miami Vice”                    | Pan tu nie stał |
| 2017 | „Ciuciubabka”                   | Pan poczeka     |
| 2019 | „Neony”                         | Pan poczeka     |
| 2019 | „O...”                          | Pan poczeka     |

Gościnne występy
| Rok  | Album                        | Uwagi                                 | Źródło |
| ---- | ---------------------------- | ------------------------------------- | ------ |
| 2016 | Quebonafide – Hip-Hop 2.0    | gościnnie rap w utworze „Enigma Room” | [ 9 ]  |
| 2019 | Filipek – Następny do piekła | gościnnie rap w utworze „J*bać fejm”  | [ 10 ] |

## Teledyski
Solowe
| Rok  | Tytuł                           | Reżyseria        | Album                 | Źródło |
| ---- | ------------------------------- | ---------------- | --------------------- | ------ |
| 2015 | „Instrukcja obsługi fana”       | Moher            | Tego pan nie poskłada | [ 11 ] |
| 2016 | „Limit słów” (gościnnie: Eripe) | Moher            | Pan tu nie stał       | [ 12 ] |
| 2016 | „Ten dzień”                     | Moher            | Pan tu nie stał       | [ 13 ] |
| 2016 | „Guma Turbo”                    | Moher            | Pan tu nie stał       | [ 14 ] |
| 2016 | „Pan tu nie stał”               | M.L. Filmz       | Pan tu nie stał       | [ 15 ] |
| 2016 | „Miami Vice”                    | M.L. Filmz       | Pan tu nie stał       | [ 16 ] |
| 2017 | „Serduszko”                     | Jan Sierakowski  | —                     | [ 17 ] |
| 2017 | „Ciuciubabka”                   | Ignacy Jankowski | Pan poczeka           | [ 18 ] |
| 2019 | „Neony”                         | DistortMedia     | Pan poczeka           | [ 8 ]  |
| 2019 | „O...”                          | Kamil Garbowski  | Pan poczeka           | [ 19 ] |

Gościnne
| Rok  | Album                     | Uwagi                                 | Źródło |
| ---- | ------------------------- | ------------------------------------- | ------ |
| 2016 | Quebonafide – Hip-Hop 2.0 | gościnnie rap w utworze „Enigma Room” | [ 9 ]  |